# Stop-loss
Stop-loss is een maatregel die de regering van de Verenigde Staten kan instellen om eenzijdig de dienstplicht of overeengekomen diensttijd van een miliair onvrijwillige te verlengen. De maatregel werd toegepast na afloop van de Vietnamoorlog op 30 april 1975 en kort voor de Eerste Golfoorlog, een conflict dat 2 augustus 1990 begon toen Irak het buurland Koeweit binnentrok en bezette. De stop-loss maatregel geeft de Amerikaanse overheid het recht om eenzijdig de diensttijd van een militair onvrijwillig te verlengen, nadat deze heeft voldaan aan het contract waarvoor hij tekende. Dit houdt onder meer in dat een militair teruggestuurd kan worden naar een oorlogsgebied waaruit hij zojuist is teruggekeerd, ook als hij/zij dit zelf niet wil. De regeling geldt als een wettelijke verplichting, militairen die weigeren aan bevelen te voldoen, kunnen worden vervolgd als deserteurs. 
De Amerikaanse overheid gebruikt het beleid weer actief sinds het begin van haar strijd tegen terrorisme, die volgde op de aanslagen op 11 september 2001. Eerder werd stop-loss aangewend om de troepen op peil te houden gedurende Amerikaanse militaire operaties in Somalië, Haïti, Bosnië en Herzegovina en Kosovo.

## Popcultuur
- De film Stop-Loss uit 2008 gaat over deze beleidsregel en volgt een sergeant die absoluut niet teruggestuurd wil worden naar de Irakoorlog, waar hij kort daarvoor zijn halve groep dienstmakkers verloor.